# グレート金山
グレート 金山（グレート かなやま、1963年3月8日 - 1995年9月9日）は、韓国のプロボクサー。慶尚北道大邱市出身。本名は李 東春（イ・ドンチュン、Dong-Chun Lee）。第54代日本バンタム級王者。韓国でプロデビューし、韓国王座を2階級制覇後の1988年10月に日本へ拠点を移した。エマ・ボクシングジム、大関マキジムを経て、最後の試合を前にワタナベボクシングジムへ移籍。1995年9月5日、川益との2度目の防衛戦で死亡している。

## 来歴
1980年11月18日、ソウルでのプロデビュー戦は2R失格負けとなった。1981年11月18日、後のOPBF東洋太平洋バンタム級王者呉張均に4R判定勝利を収めた。
1983年7月26日、4RKO勝利により韓国バンタム級王座を獲得。 同年10月21日、6RTKO勝利で初防衛に成功した。1984年7月14日、ソウルで、後の日本スーパーフライ級王者丸尾忠（協栄）に7RKO勝利、同年11月6日、同じくソウルで新崎満（F上原）に4RKO勝利を収めた。1985年3月6日、バンコクのラジャダムナン・スタジアムで、カオサイ・ギャラクシーの持つWBA世界スーパーフライ級王座に挑戦し、7RKO負けを喫した。同年5月18日、ソウルで、元日本スーパーフライ級王者渡辺陸奥雄（R八戸）に2RTKO勝利を収めた。
1985年8月17日、10R判定勝利により2階級目となる韓国スーパーフライ級王座を獲得した。1986年12月3日、ジャカルタのゲロラ・ブン・カルノ・スタジアムで、エリー・ピカル（インドネシア）の持つIBF世界スーパーフライ級王座に挑戦し、10RKO負けを喫した。この後韓国で4試合連続KO勝利を収め、3度目の世界戦を希望して来日した。1989年1月24日、日本での初戦では畑中清詞（松田）に10R判定負けとなった。同年12月12日、元日本バンタム級王者尾崎恵一（オサム）に10R判定勝ち。
1992年6月6日、日本バンタム級王者山岡正規（トクホン真闘）に同級1位として挑戦。前半は左フックを上下に受けてポイントを奪われたが、8Rから挽回し、9R以降は激しい打撃戦となって山岡は口から流血。最終10R2分21秒、左右アッパーでKO勝利を収め、同王座を獲得した。東日本ボクシング協会の平成4年6月度月間最優秀選手賞を受けた。1993年2月6日、3度目の防衛戦では尾高栄一（ヤマグチ土浦）に8RTKO勝利を収め、東日本ボクシング協会の平成5年2月度月間最優秀選手賞を受けた。
1995年2月28日、チャンピオンカーニバルでの8度目の防衛戦では川益設男（ヨネクラ）との対戦に1-2の判定負けとなり、4度のKO防衛を含め7度防衛した王座を失った。この判定は議論を呼び、JBCは再戦を指示した。この後、ワタナベジムへ移籍。
1995年9月5日、川益の2度目の防衛戦で日本バンタム級王座の奪回に挑んだが、0-3の判定負けを喫した。この直後、体調不良を訴え、4日後の9月9日に死去した。故郷大邱市にある墓の横には、日本のファンからの募金によって石碑が建立された。

## 獲得タイトル
- 韓国バンタム級王座（防衛1）
- 韓国スーパーフライ級王座（防衛0）
- 第54代日本バンタム級王座（防衛7）

## 関連書籍
- 「ラストラウンド - 悲運の韓国人ボクサー、グレート金山」『Sports Graphic Number ベスト・セレクションIII』　スポーツ・グラフィックナンバー編、文藝春秋

単行本：1998年9月 ISBN 978-4-1635-4400-7
文春文庫plus：2003年6月 ISBN 978-4-1676-6054-3